# 佐敦集團

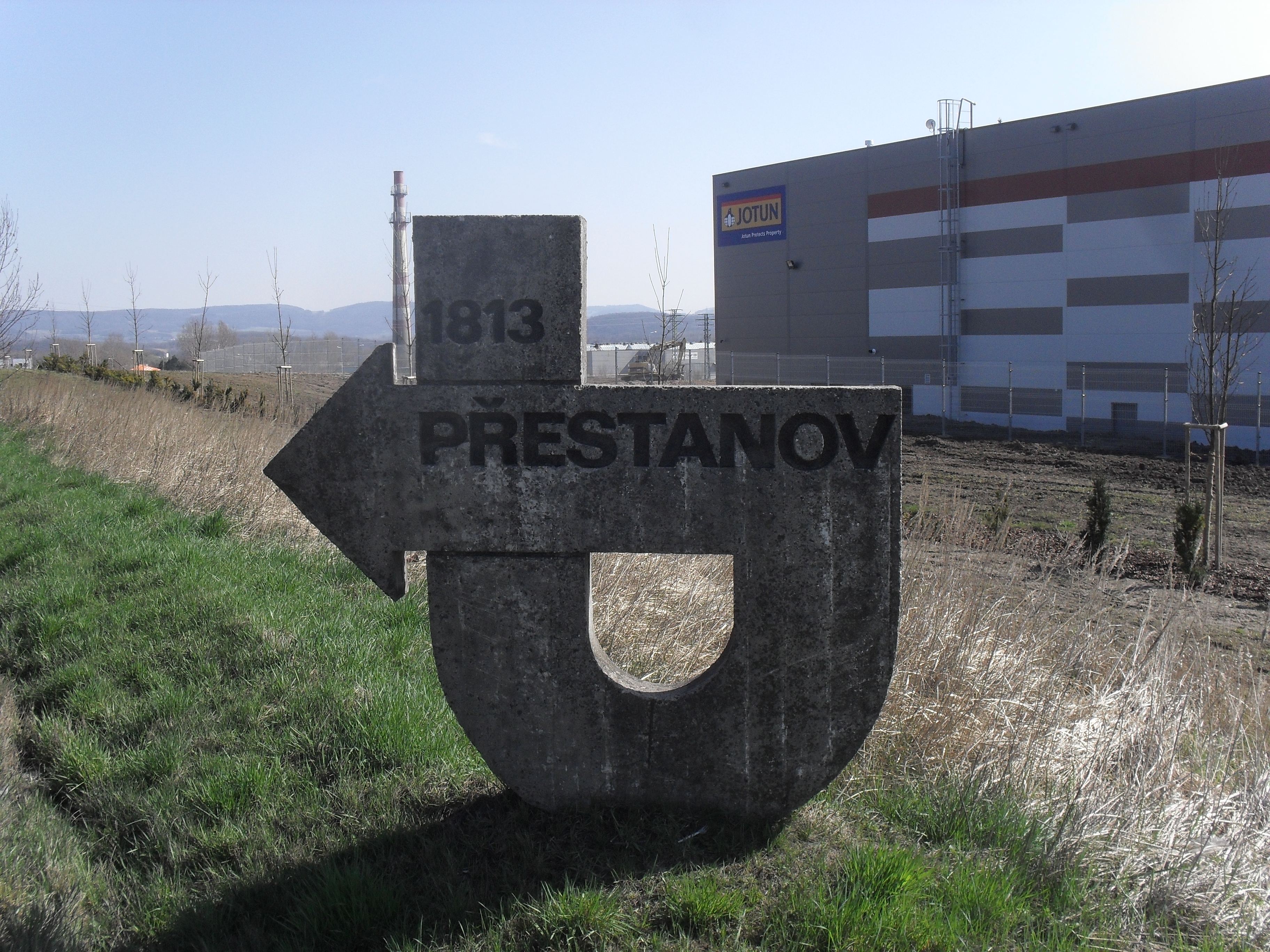
Jotun Factory in Přestanov, Czech Republic.

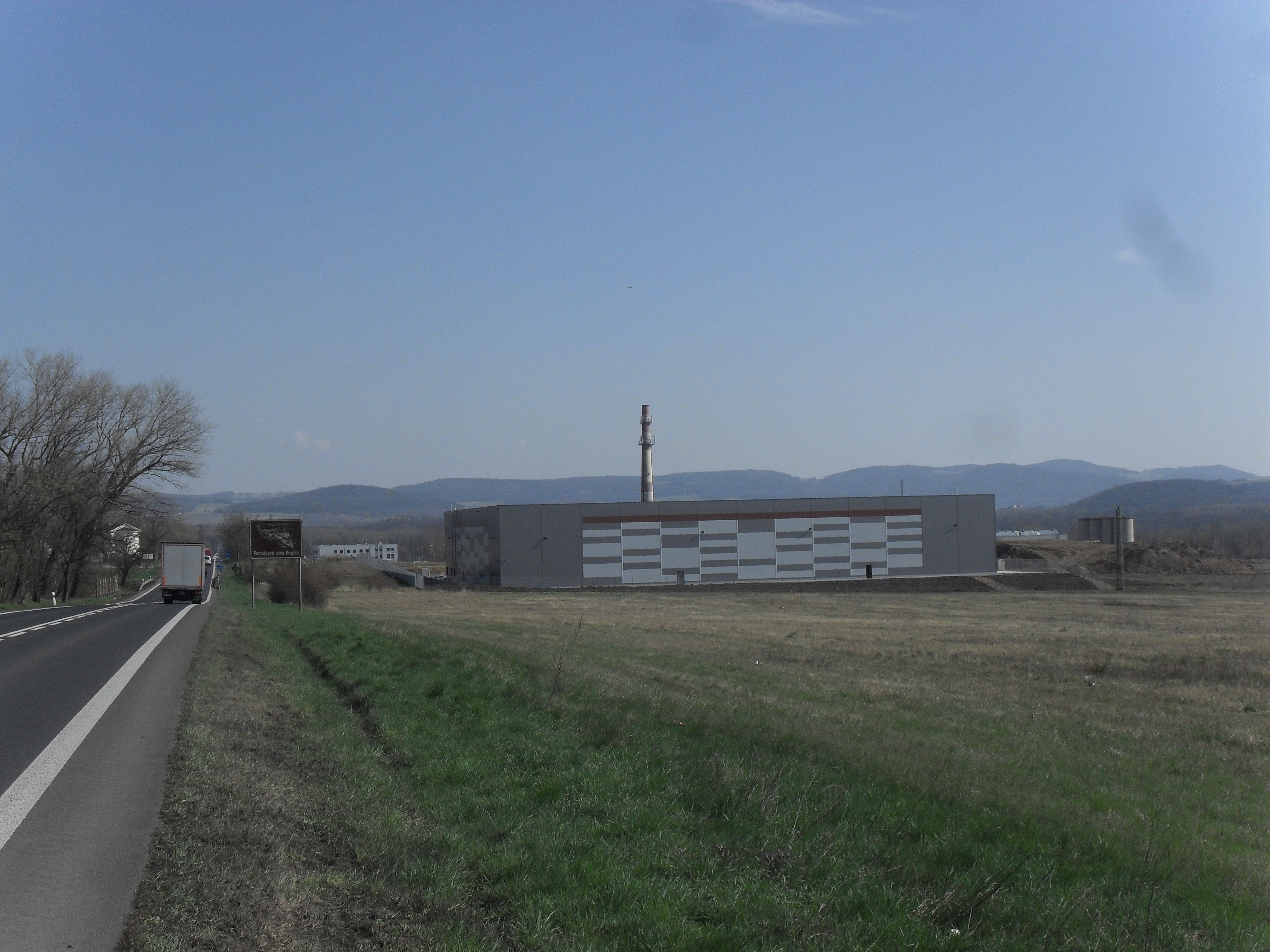
Whole bulding of Jotun Factory in Přestanov, Czech Republic.

挪威佐敦集團股份有限公司，簡稱挪威佐敦集團股份、挪威佐敦集團，以及佐敦集團（挪威語：和英語：），屬於一家總部位於挪威桑讷菲尤尔私營塗料公司。
在1926年由Odd Gleditsch、奧樂·安達雷德·拿森和Jean B. Linaae創立當時「挪威佐敦塗料工業公司」之前，1880年，由Alf Bjercke創立一家小型商店，1883年，於英國布雷恩設立工廠場地。
1974年，已與4家公司合併，包括Alf Bjercke A/S，Fleichers Kjemiske Fabrikker A/S，A/S De-No-Fa og Lilleborg Fabrikker，以及A/S Jotun Odd Gleditsch。
董事長為Odd Gleditsch d.y.，和首席執行官為Morten Fon。
業務為全球生產和銷售塗料、遊艇等產品。

## 連結
- jotun.com（页面存档备份，存于）